# Vəli İsrafilov
Vəli İsrafilov (18 de octubre de 2002) es un deportista azerbaiyano que compite en natación adaptada. Ganó dos medallas en los Juegos Paralímpicos de Verano, oro en Tokio 2020 y bronce en París 2024.

## Palmarés internacional
| Juegos Paralímpicos | Juegos Paralímpicos | Juegos Paralímpicos | Juegos Paralímpicos |
| Año                 | Lugar               | Medalla             | Prueba              |
| ------------------- | ------------------- | ------------------- | ------------------- |
| 2020                | Tokio (Japón)       | Medalla de oro      | 100 m braza SB12    |
| 2024                | París (Francia)     | Medalla de bronce   | 100 m braza SB13    |